# Norra Prästholm
Norra Prästholm är en jordbruksby vid Råneälvens norra strand knappt en mil uppströms från Råneå i Luleå kommun. Byn har egna postadresser och är utmärkt på kartor men anses allmänt höra samman med den större byn Södra Prästholm på älvens södra sida. 